# Нефритена планина (митология)
Нефритената планина (китайски 玉山; пинин: Ю Шан) е важна митологична планина в Китайската митология. Митологичната Нефритена планина не бива да се бърка с други географски места, носещи името Ю Шан. Също Нефритената планина и Планината перо (?)(също носеща името Ю Шан), въпреки че са и двете важни места в Китайската митология, са две различни планини. Китайската логограма в името на Планината перо за „Ю“ е също различна. Според някои източници като Лихуй Ян, Нефритената планина е резиденция на Си Уанму; въпреки че в митологията планината Кунлун е обичайното място, което Кралицата майка на Запада обитава. Нефритената планина е една от многото планини в Китайската митология, показваща още веднъж каква важна роля тези географски местности имат.